# Deutsche Bundespost

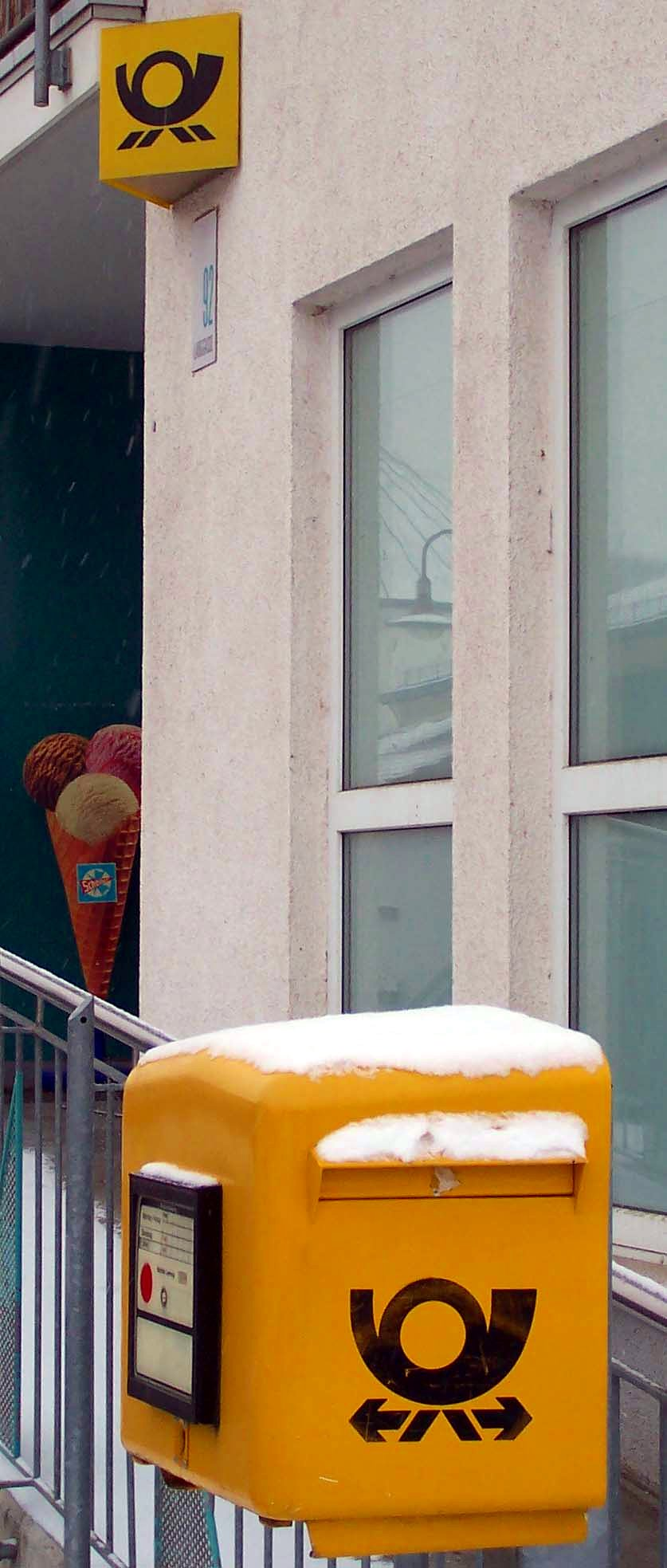
Un buzón de correos con el logo de Deutsche Bundespost.

Deutsche Bundespost fue una empresa alemana de correos fundada en 1947. Desde su fundación hasta su desaparición en 1989, Deutsche Bundespost fue una empresa pública.

## Historia
Fue creada en 1947 bajo el nombre de Deutsche Post, como sucesora de Deutsche Reichspost, el servicio postal alemán que existió antes de 1945. El nombre de Deutsche Post fue cambiado por Deutsche Bundespost en 1950. La administración de la empresa se realizó de acuerdo al "principio de tres niveles", un tipo de jerarquía que fue común en la administración de Alemania Occidental. El primer nivel jerárquico de la empresa era dirigido por el ministro del Ministerio de Correos y Telecomunicaciones. La segunda nivel jerárquico de la empresa era dirigido por departamentos a nivel regional; esto incluía la dirección de Deutsche Bundespost Berlin, una agencia gubernamental encargada del servicio de correo en Berlín Occidental. El tercer nivel jerárquico residía en las oficinas de correos, cajas de ahorro y oficinas de telecomunicaciones.
En la reforma postal alemana de 1989, Deutsche Bundespost fue dividida en tres empresas públicas llamadas:
- Deutsche Bundespost Postdienst - Servicios postales
- Deutsche Bundespost Telekom - Telecomunicaciones
- Deutsche Bundespost Postbank - Banco destinado a las transacciones postales.

Estas empresas fueron privatizadas mediante la reforma postal alemana de 1995, dando como resultado la creación de las empresas Deutsche Post, Deutsche Telekom y Deutsche Postbank.

## Legalidad
La base legal de este tipo de administración fue una ley alemana de 1953 conocida como Postverwaltungsgesetz (al español: Ley de Administración Postal). El objetivo principal de esta política administrativa fue el de la financiación autosuficiente de las empresas de correos.
De acuerdo a la Postverwaltungsgesetz, el sistema postal debía que ser administrado de acuerdo a las principios de las leyes de Alemania Occidental, en particular las referentes al «comercio particular y las políticas de índole económico y social» y «a los intereses de la economía nacional alemana».